# Lightworks
Lightworks è un software professionale di montaggio video digitale o non lineare utilizzato per masterizzare e montare video digitali in vari formati, tra cui le risoluzioni 2K e 4K, per la televisione in PAL e NTSC e per formati in alta definizione. Lightworks, che rappresenta  uno dei primi sistemi di montaggio digitali per computer, è stato rilasciato a partire dal 1989.
È attualmente disponibile per tre sistemi operativi: Linux, macOS e Microsoft Windows. Lo sviluppo di una versione open source e anche la creazione di una versione per Linux e Mac OS X vennero annunciate nel maggio 2010; tuttavia nessun codice sorgente è stato ancora rilasciato, anche se la roadmap del progetto prevede il suo eventuale rilascio.

## Panoramica
Lightworks è un software per il montaggio digitale che utilizza un'interfaccia simile a un tavolo di montaggio Steenbeck.  Quando venne introdotto nei primi anni del 1990, disponeva di alcune caratteristiche uniche come: sync slip, riproduzione sincronizza a velocità variabile con audio, riproduzione multi canale sincronizzata e un'interfaccia utente di programmazione orientata agli oggetti con una console hardware dedicata. Alcune di queste caratteristiche sono tutt'oggi assenti in altri software di montaggio.
Numerosi montatori che utilizzano Lightworks hanno prodotto film e programmi televisivi di grande successo nonché vincitori di Oscar o Emmy, tra cui si ricordano: Il discorso del re, Hugo Cabret e The Departed, entrambi diretti da Martin Scorsese, Mission: Impossible, Pulp Fiction, Braveheart - Cuore impavido, Batman, Avatar e Titanic entrambi diretti da James Cameron.

## Storia

### Inizi
L'OLE Limited venne fondata nel 1989 da Paul Bamborough, Nick Pollock e Neil Harris. Nel 1994 venne venduta alla Tektronix, che però non ebbe un grande successo nello sviluppo dei prodotti dell'azienda stessa che fu quindi nuovamente venduta nel 1999 alla neonata Lightworks Inc., allora di proprietà di Fairlight Japan. Venne infine acquistata nel maggio 2004 da Gee Broadcast.

### Gee Broadcast
Sotto Gee Broadcast, riprese il rilascio di nuove versioni della serie Lightworks Touch e delle serie Alacrity e Softworks per il montaggio SD e HD. Softworks offriva l'interfaccia utente e il set di strumenti di Lightworks in un solo pacchetto software per computer portatili o postazioni di ufficio. Softworks e Alacrity supportavano formati e risoluzioni miste in tempo reale e uscita in diverse risoluzioni. Inoltre, Alacrity supportava la doppia uscita, mentre per gli utenti di Softworks questa configurazione era disponibile solo come opzione.